# Cipriana Viaña de Boneo
Cipriana Viaña de Boneo (Buenos Aires, 27 de septiembre de 1767 - Buenos Aires, 13 de marzo de 1841) fue una patriota argentina que actuó en la sociedad porteña a fines del siglo XVIII y principios del XIX, fundando la Sociedad de Beneficencia. Es considerada una de las Patricias Argentinas.

## Biografía

### Familia y primeros años

#### Nacimiento y primeros años
Cipriana Viaña de Boneo nació el 27 de septiembre de 1767 en Buenos Aires, ciudad entonces perteneciente a la Gobernación del Río de la Plata en el Virreinato del Perú. Fue bautizada el día siguiente en la Basílica Nuestra Señora de la Merced por Miguel de Leiva, siendo sus padrinos Antonio González y su abuela materna Ana María Dávila (L°13 F°215). Su padre, Toribio Antonio de Viaña y Viaña, nacido en Lamedo, fue comerciante en Buenos Aires, donde contrajo matrimonio con Francisca Pérez Dávila, madre de Cipriana, para desempeñarse luego como cabildante y regidor de Asunción del Paraguay.
Por fallecer su madre a muy temprana edad en 1773, cuando Cipriana contaba con tan solo seis años, ella y su hermana fueron criadas por su abuela materna, Ana María Dávila Lafuente, quien viuda casó en segundas nupcias con el portugués Antonio Duarte da Sosa. Su hija Antonia Sosa Dávila, tía de Cipriana, casaría con Melchor Albín. El matrimonio Albín Sosa se mantendría a lo largo de los años muy cercano a Cipriana Viaña, y luego de casarse también a su marido.

#### Origen familiar
Los Viaña eran una familia de hidalgos montañeses originarios de Bárcena Mayor, Cantabria. Otros descendientes de esta familia se habían radicado en Buenos Aires, entre ellos Gerónimo Luis de Matorras, gobernador del Tucumán, nieto de Dominga Viaña de Matorras, y el matrimonio Madero Viaña, cuyo hijo Francisco Bernabé Madero Viaña fue vicepresidente de la Nación Argentina.
Por su familia materna Cipriana Viaña pertenecía al clan Dávila, uno de los más relevantes del Virreinato del Río de la Plata, del que también formaban parte sus parientes Carlos María de Alvear, Domingo French y Gervasio Antonio de Posadas, entre otros. Las raíces criollas de su madre, Francisca Pérez Dávila se extendían hasta el siglo XVI, con la llegada al continente americano de sus antepasados el general Mateo Leal de Ayala y el alcalde Francisco Pérez de Burgos.

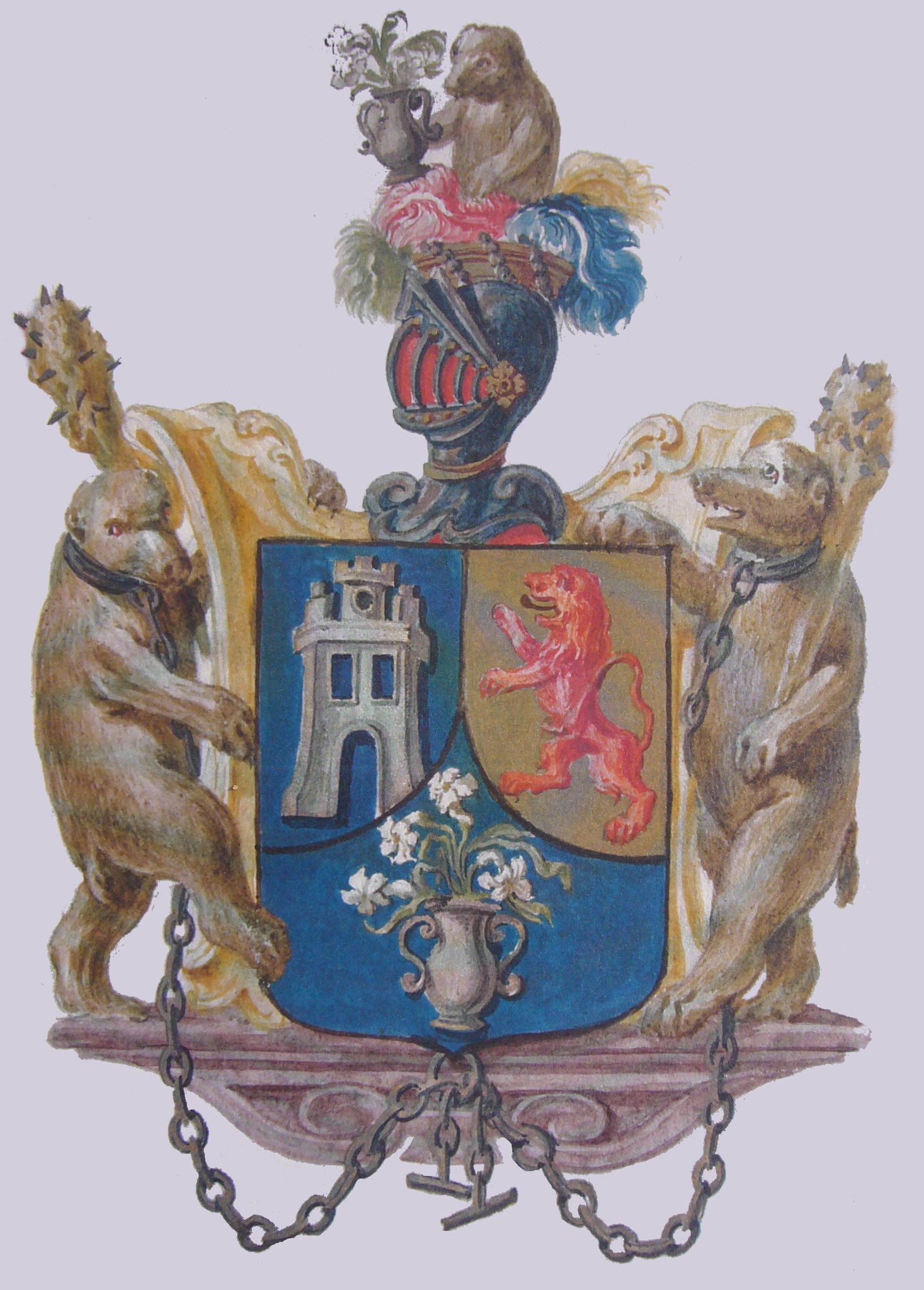
Escudo de armas de los Viaña de Lamedo

### Matrimonio y descendencia
Cipriana Viaña contrajo matrimonio el 3 de julio de 1793 en la Basílica Nuestra Señora de la Merced, siendo testigos Juan Antonio Delgado, Melchor Albín y Antonia Sosa, y bendiciendo la unión el obispo de Buenos Aires Manuel Azamor y Ramírez (L°5 F°540) con el brigadier general Martín Boneo y Villalonga, quien había pedido licencia para casarse el 5 de junio de 1791, cuyo expediente se encuentra resguardado en el Archivo General Militar de Segovia (Leg. 504 S.T. n.º29879). El padre de la novia había aportado como dote seis mil pesos dobles en moneda de plata, junto a una copia de su reconocimiento de hidalgo tramitada por el padre de éste, Juan Viaña González, en 1758 en Lamedo.
El matrimonio Boneo Villalonga tendría entre 1794 y 1804 ocho hijos, siendo la primera de ellos, María de los Dolores, bautizada en la Real Capilla del Real Sitio de Aranjuez, y los siete siguientes en Buenos Aires: Martín Ramón, Gerónima Wenceslada, María Josefa, José María, Manuel José, Ramón y Mariano Entre los descendientes de Martín Boneo y Cipriana Viaña se destacarían el siervo de Dios Luis María Etcheverry Boneo, el pintor Martín Boneo, el obispo Juan Agustín Boneo, y el jurista Rómulo Etcheverry Boneo.

### Vida pública
Pocos meses después de contraer matrimonio en Buenos Aires, Martín Boneo Villalonga y Cipriana Viaña de Boneo partían el 18 de diciembre de 1793 en la fragata correo El Águila rumbo al Ferrol. De allí se dirigieron al Real Sitio de Aranjuez, donde nacería su primera hija, y luego a Cartagena, con el principal objetivo de lograr el ingreso de Martín Boneo y Villalonga a la Orden de Santiago, que fue investido como caballero el 29 de octubre de 1794. Al mismo tiempo, Cipriana Viaña de Boneo era nombrada Dama de Honor de la Reina María Luisa.
El matrimonio regresa a Buenos Aires junto a su primogénita Dolores en junio de 1795, a bordo de la fragata Santa Francisca. Boneo y Villalonga ocuparía diversos cargos públicos de relevancia en esa ciudad, llegando a desempeñarse como Intendente de Policía porteño. Allí nacerían sus otros siete hijos, entre los años de 1797 y 1804, dedicándose Cipriana Viaña de Boneo a su crianza y cuidado.

Un año más tarde, a principios de 1805, Martín Boneo volvería a su Mallorca de origen. Allí dicta ante el notario Rafael Roselló y Cladera el 24 de mayo de 1805 su última voluntad, comunicándole a su esposa:
Recomiendo muy especialmente ponga su mayor esmero y cuidado en la buena educación de mis hijos, y que éstos se críen en el Santo Temor de Dios, sin perdonar a los varones faltas que cuando chicos se hacen despreciables, y a cierta edad son origen de mil extravíos y muchos pesares.
Archivo Histórico Nacional, Guerra y Marina, Leg. 38, Exp. 11
Viuda Cipriana Viaña, quedaron a su cargo los siete hijos del matrimonio. El 12 de abril de 1806 en Buenos Aires le escribía entonces al rey Carlos IV de España, solicitándole una pensión para ocurrir a su debida sustentación, y darles carrera proporcional a su noble nacimiento a sus hijos, petición que al poco tiempo es concedida.
Un año más tarde, en 1807, figura en el padrón de la ciudad de Buenos Aires viviendo en la manzana 100, sobre la calle Unquera (hoy Florida), habitando allí junto a sus hijos y a sus esclavos Vicente, Candelaria, Dolores y Rita.

#### Sociedad de Beneficencia

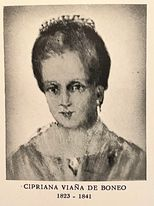
Reproducción del retrato que se encontraba en la Sociedad de Beneficencia

El 18 de febrero de 1823 el presidente Bernardino Rivadavia creaba la Sociedad de Beneficencia de Buenos Aires, con tres objetivos principales: La perfección de la moral, el cultivo del espíritu en el bello sexo, y la dedicación del mismo a lo que se llama industria, y que resulta de la combinación y ejercicio de aquellas cualidades.
Entre las trece damas porteñas que acompañaron a Rivadavia en la fundación de esta entidad caritativa encontramos a Cipriana Viaña de Boneo, junto a Mariquita Sánchez de Thompson, Concepción Cabrera, Manuela Aguirre, Joaquina Izquierdo, Justa Foguet de Sánchez, Josefa Ramos Mexía, Isabel Casamayor de Luca, Bernardina Chavarría de Viamonte, Isabel Agüero de Ugalde, y Rosario Azcuénaga.
Boneo de Viaña se dedicó a la caridad y a la organización de iniciativas filantrópicas desde la Sociedad de Beneficencia por casi dos décadas, hasta que esta labor fue interrumpida con ocasión de su muerte, ocurrida el 13 de marzo de 1841 en Buenos Aires. Un retrato la recordaba en la antigua sede de la organización en Buenos Aires, cuyo original no se conserva.
Debido a su rol activo en la vida social de Buenos Aires luego de la Independencia Argentina, su compromiso con la caridad, el lugar destacado de su familia en los primeros años de la Nación Argentina, y su papel en la fundación de la Sociedad de Beneficencia, Cipriana Viaña de Boneo es recordada como una de las Patricias Argentinas en la concepción más amplia del término.